# Täby kommunvapen

Täby kommunvapens kors har sin förebild på Risbylestenen

Täby kommunvapens förebild är ett kors inristat på den så kallade Risbylestenen (Upplands runinskrifter 161), en av Täby kommuns många runstenar, men eftersom ett heraldiskt vapen aldrig avbildar ett specifik föremål, är tanken att det skall erinra om samtliga runristningar som finns i kommunen, där kors finns på många av de stenar som restes när kristendomen hade kommit till Sverige, exempelvis också vid Jarlabankes bro.
Vapnet fastställdes år 1937 för Täby municipalsamhälle i samband med att detta firade sitt 10-årsjubileum som municipalsamhälle. Det övertogs av köpingen när denna bildades 1948 genom sammanslagning av municipalsamhälle och landskommun och Lahäll tillfördes, och övertogs sedan i sin tur av kommunen 1971. Det registrerades av den sistnämnda hos Patent- och registreringsverket år 1974.
Täby påverkades inte av kommunreformen i början av 1970-talet, så den moderna kommunen, som har samma gränser som köpingen hade sedan den bildades, kunde helt enkelt registrera det i oförändrat skick enligt de nya regler som då hade börjat gälla för juridiskt skydd av svenska kommunvapen.

## Blasonering
Blasonering: I blått fält ett korsat kors med avrundade armar av silver.